# Louise L'Huillier
Pour les articles homonymes, voir L'Huillier.
Louise L'Huillier (ou Louise Bouvier, née le 12 septembre 1904 dans le 14e arrondissement de Paris et morte le 3 août 1997 à Plouhinec (Finistère)),  est une résistante, militante syndicale de la Confédération générale du travail (CGT) et une militante communiste.

## Biographie
Louise, Marie Bouvier est née à Paris le 12 septembre 1904 dans une famille modeste. Sa mère, Marie Grofils, est d'origine belge et travaille comme domestique à Paris. Son père, Eugène Bouvier, est maréchal-ferrant,.
Louise Bouvier travaille, très jeune, d'abord comme ouvrière, notamment dans le secteur de la chaussure, puis elle est auxiliaire de bureau de 1926 à 1929 et assistante d'hygiène sociale de février à septembre 1929 à la mairie d'Ivry-sur-Seine où elle vit.
Elle entre à la Confédération générale du travail en décembre 1924 et au Parti communiste en 1925.
Elle est active au Parti communiste, intervient dans les réunions locales et est remarquée par les dirigeants, notamment par Georges Marrane, maire d'Ivry entre 1925 et 1940, et Venise Gosnat, adjoint au maire puis maire lui-même en 1944,. Elle dirige, selon un document de la police la section féminine du Parti communiste à la fin des années 1920.
En 1924, elle a une fille, Odette, s'installe à Gennevilliers et travaille comme bobineuse à l'usine Alsthom à Clichy.
En 1935, elle suit les cours d'Étienne Fajon, de Georges Politzer, de Gabriel Péri à l'école du parti dirigée par Waldeck L'Huillier (1905-1986), adjoint au maire de Gennevilliers depuis 1934, qu'elle épouse le 20 avril 1937, à Paris 13e. Ils ont une fille en 1939, Marie-Claude.
Louise Bouvier-L'Huillier travaille à ce moment-là comme comptable à Gennevilliers. 
En janvier 1941, elle doit entrer dans la clandestinité et se réfugie, avec ses enfants, à Carrières-sur-Seine dans la famille de son mari, puis à Enghien-les-Bains. Elle devient agente de liaison de la direction du Parti communiste français et de l'État-Major des Francs-tireurs et partisans français (FTPF), sous le nom de Lucienne. Elle assure les contacts avec, entre autres, Charles Tillon et Jean Jérôme. Durant toute cette période, elle se cache, avec son mari, dans différentes communes. Elle revient à Paris le 16 août 1944 et à Gennevilliers le 20 août.
Louise L'Huillier reprend alors ses activités syndicales et politiques. Elle exerce des responsabilités à l'Union des femmes françaises (UFF), aux Amies de la paix, au Secours populaire tout en conservant un travail salarié. Elle dirige des colonies de vacances pour adolescents entre 1947 et 1953, puis, plus tard, crée et dirige le centre de vacances pour les personnes âgées à Ménilles.